# Ausbesserungswerk Opladen

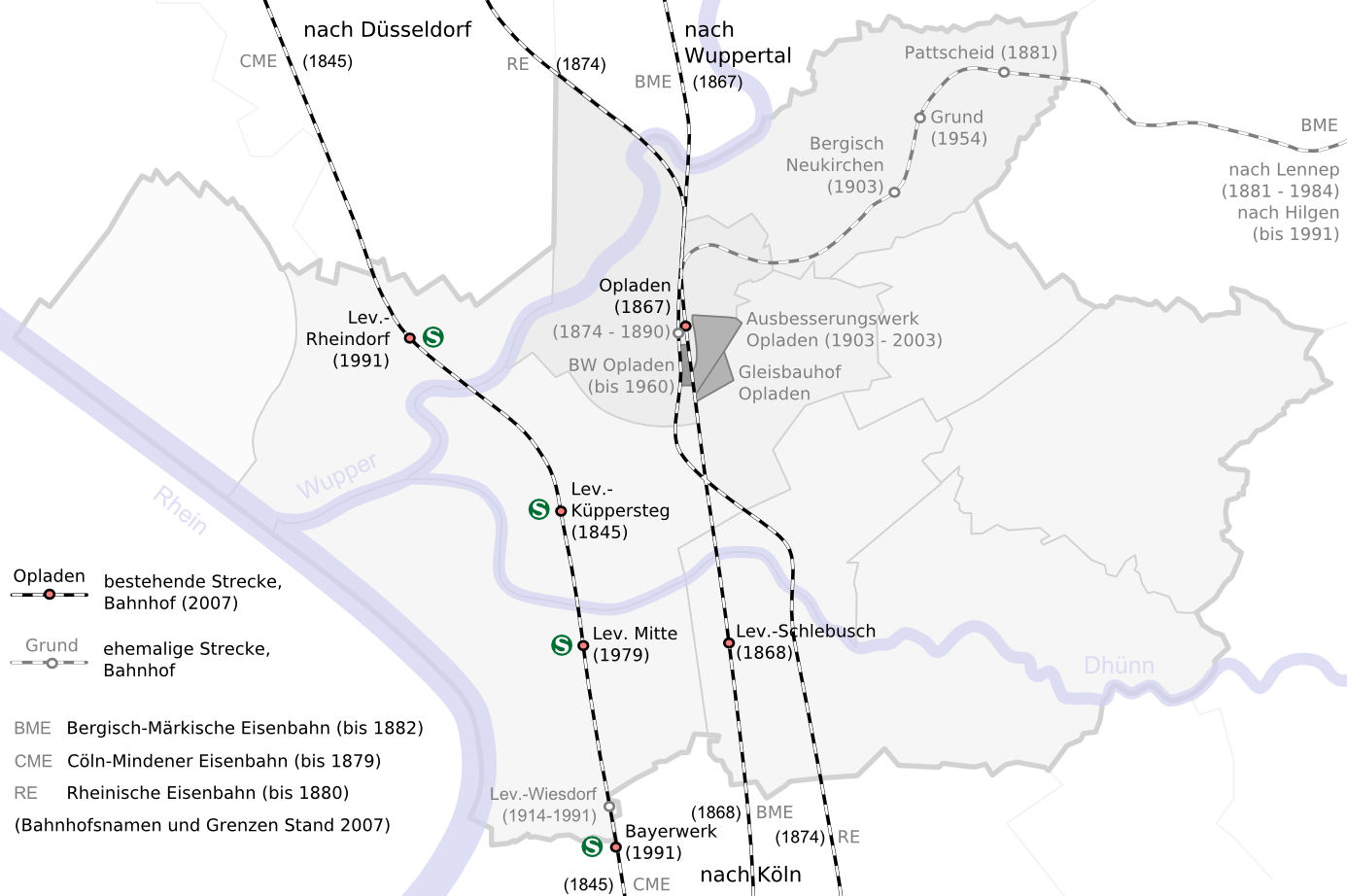
Lage des Ausbesserungswerk in Leverkusen

Das Ausbesserungswerk (AW) Opladen war über 100 Jahre, zwischen 1903 und 2003, der wichtigste Arbeitgeber in Opladen (jetzt Stadtteil von Leverkusen) und in den letzten Jahrzehnten seines Bestehens die zentrale Elektrolokomotiven-Werkstatt der Deutschen Bundesbahn bzw. der Deutsche Bahn AG für die nördliche Hälfte Deutschlands.

## Geschichte

### Eisenbahn-Hauptwerkstätte

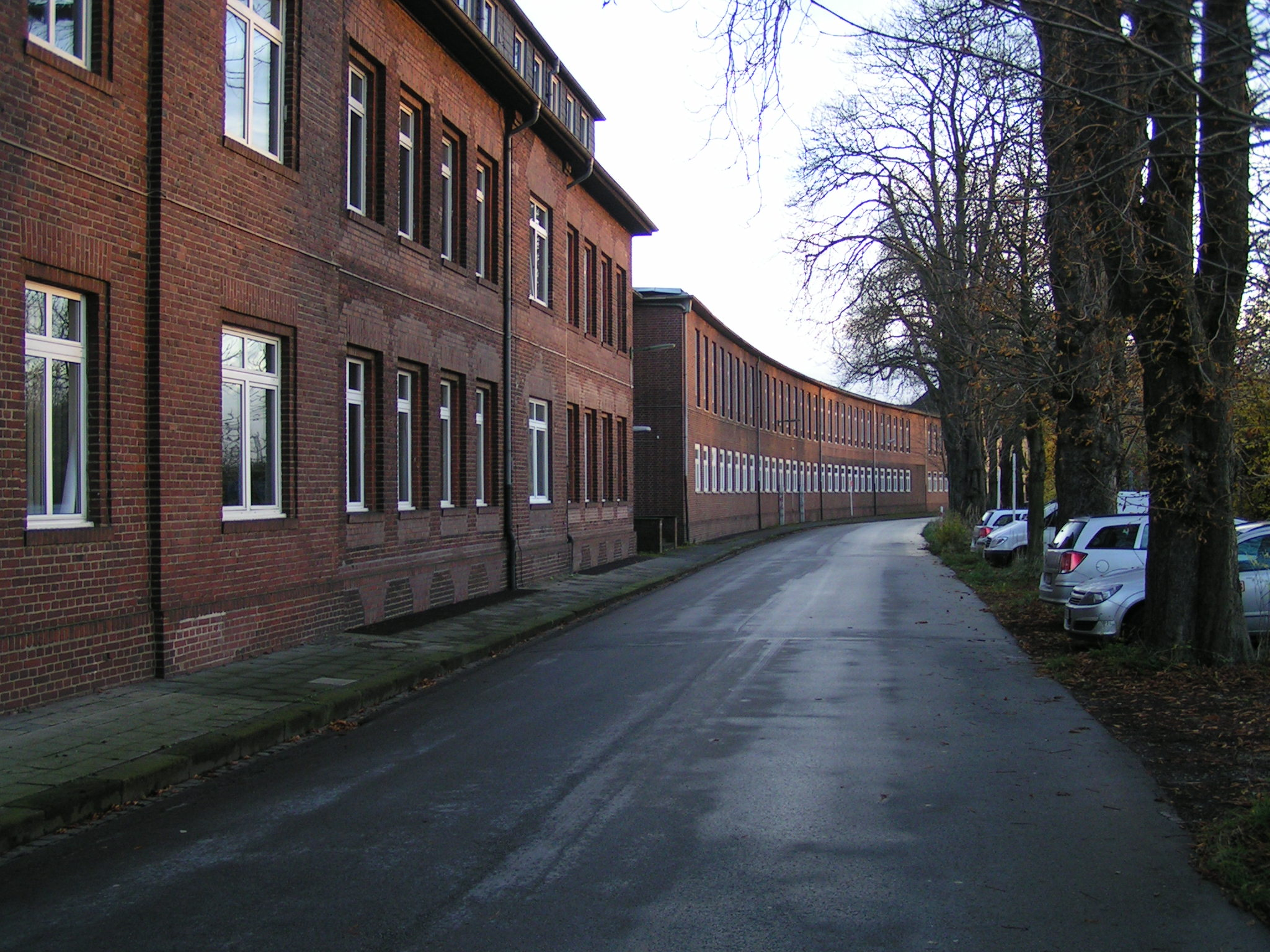
Die Werkstättenstraße in Opladen, benannt nach der ehemaligen „Hauptwerkstätte“. Die Gebäude gehörten früher zum AW, u. a. als Ledigenheim

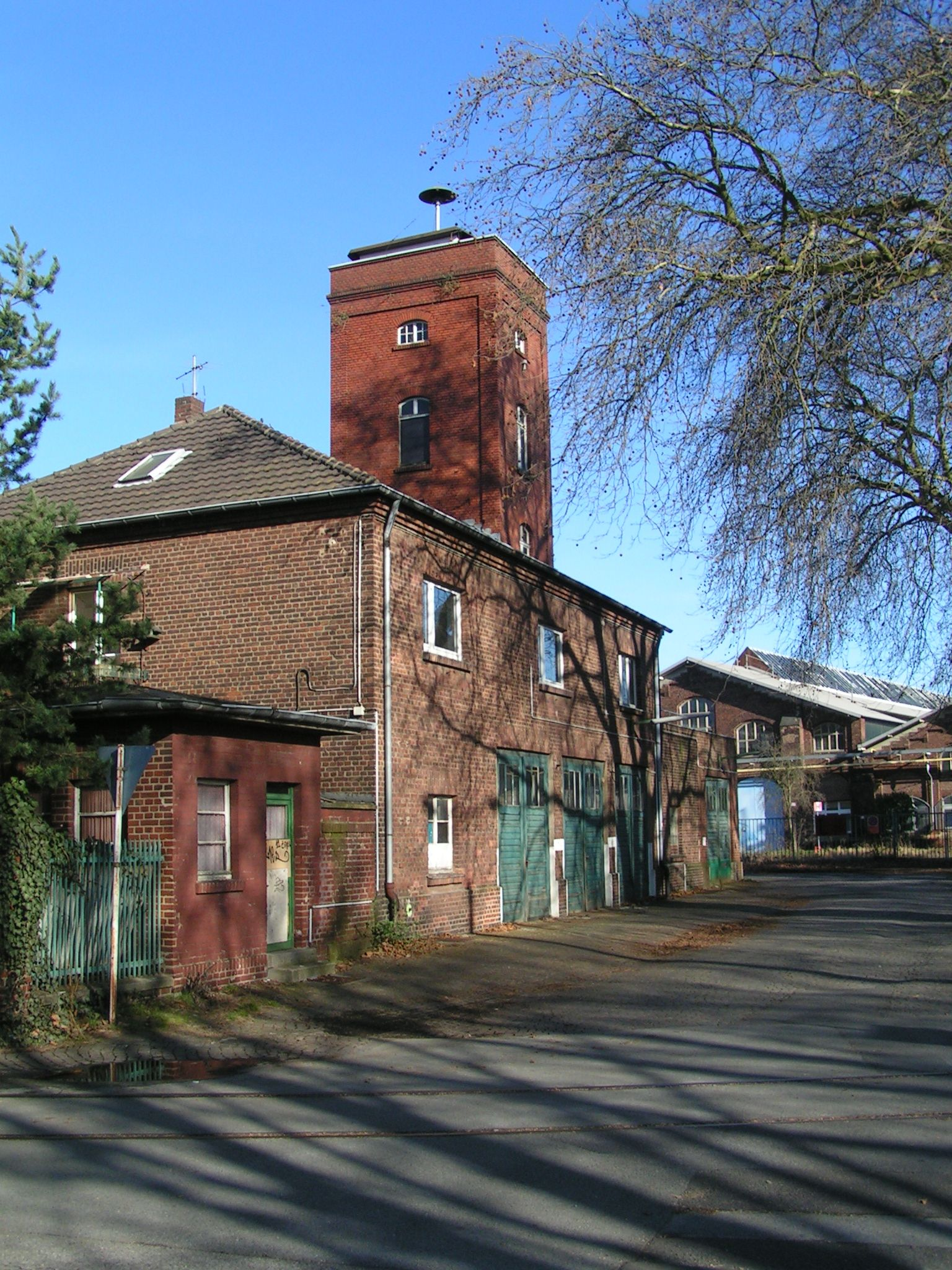
Gebäude der Werkfeuerwehr

Ende des 19. Jahrhunderts entschied die Königliche Eisenbahndirektion (KED) Elberfeld, in ihrem Bezirk eine eigene Hauptwerkstätte für die Lokomotivreparatur zu errichten, da die bisher mitgenutzten Kapazitäten der Hauptwerkstätte Witten (KED Essen) bei weitem nicht mehr ausreichten. Nachdem mehrere Standorte verworfen worden waren, gab neben der günstigen Lage Opladens im Bahnnetz letztlich das Angebot der Opladener Stadtverordnetenversammlung, die benötigte Fläche preisgünstig zur Verfügung zu stellen, den Ausschlag für den Standort Opladen.
Das AW wurde in dreijähriger Bauzeit zwischen Opladen und Quettingen errichtet und am 1. November 1903 offiziell als Eisenbahn-Hauptwerkstätte der preußischen Staatseisenbahn eröffnet, zunächst als Lokwerkstatt mit ca. 200 Arbeitern und Angestellten. 1907 wurde außerdem eine Waggonwerkstatt als Ersatz für die veraltete Werkstätte in Köln-Deutzerfeld eröffnet, und ab 1908 wurden auch Akkumulator-Triebwagen gewartet. Die Belegschaft war zu dieser Zeit bereits auf über 1.000 Personen angewachsen, bis zum Ende des Jahrzehnts sogar auf über 2.000 Personen; diese Personalstärke blieb danach bis auf kurzfristige Schwankungen, die allerdings zeitweise zwischen 1.300 und 4.900 Beschäftigten verliefen, langfristig unverändert. Opladen war zuständig für alle Reparaturen von Dampflokomotiven, Wagen und Geräten der Eisenbahndirektionen Köln (rechtsrheinisch) und Elberfeld.
Die Entwicklung der ehemals eher ländlichen Stadt Opladen wurde durch die Ansiedlung der Hauptwerkstätte wesentlich geprägt. Die Stadt hatte ein Gelände von ca. 2 Hektar (Teile der heutigen Opladener Neustadt) unentgeltlich für die Errichtung von Wohnungen für die benötigten Fachkräfte zur Verfügung gestellt, wodurch sich die Einwohnerzahl bereits im ersten Jahrzehnt des 20. Jahrhunderts mehr als verdoppeln konnte. Auch die städtische Infrastruktur, wie z. B. die Abwasserkanäle, wurde aufgrund der Anforderungen der Hauptwerkstätte grundlegend modernisiert. Die Stadt profitierte nicht zuletzt auch in wirtschaftlicher Hinsicht, z. B. durch die anfallende Gewerbesteuer.
Obwohl ein Teil der Belegschaft während des Ersten Weltkriegs zum Militär eingezogen wurde, stiegen die Anforderungen an die Hauptwerkstätte kriegsbedingt an. Um die Personalstärke halten zu können, wurden auch Frauen und Kriegsgefangene als Arbeiter eingesetzt.

### Reichsbahn-Ausbesserungswerk
Nach der Gründung der Deutschen Reichsbahn wurde das Werk 1922 in Reichsbahn-Ausbesserungswerk Opladen (RAW Opladen) umbenannt.
Zweimal – während der alliierten Besetzung von Teilen des Rheinlands unmittelbar nach dem Ersten Weltkrieg und während der französischen Ruhrbesetzung 1923 – drohte das RAW Opladen vom restlichen Gebiet der Reichsbahndirektion Elberfeld abgeschnitten zu werden. Während dies im ersten Fall noch abgewendet werden konnte, kam es 1923 aufgrund starker Behinderungen des Eisenbahnverkehrs vorübergehend zu einer stark verminderten Auslastung des RAWs. Als Folge dieser Blockade ging das Werk zunächst provisorisch, ab 1925 jedoch dauerhaft in die Zuständigkeit der Reichsbahndirektion Köln über.

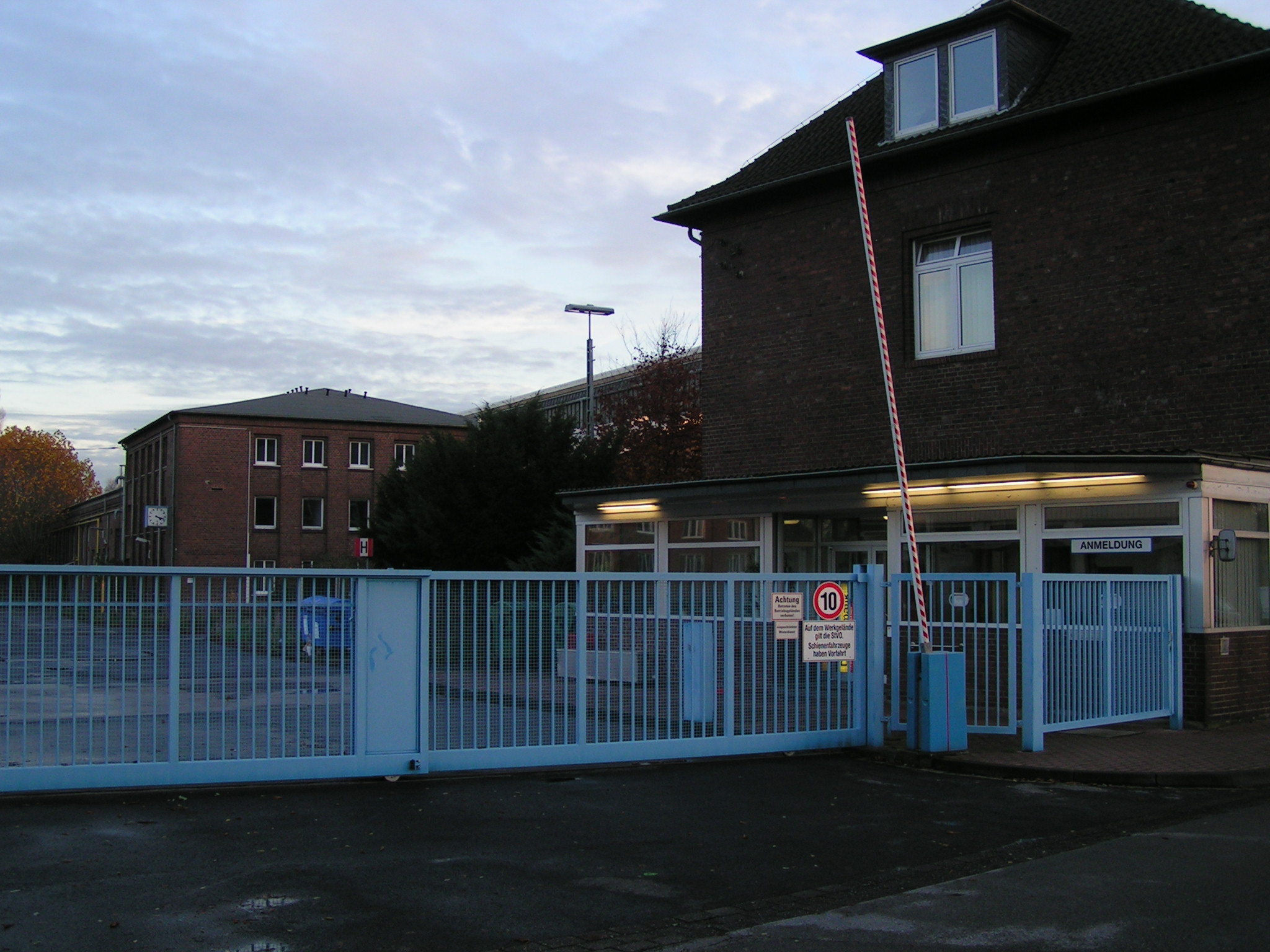
Einfahrt des AWs

Nachdem sich das Werk noch Ende der 1930er Jahre auf die Unterhaltung der Lokbaureihen P 8 und G 10 spezialisiert hatte, und trotz eines sehr hohen Arbeitsaufkommens wurde die Dampflok-Abteilung 1930 geschlossen, da die Dimensionen des RAWs für die neu aufkommenden Einheitslokomotiven nicht mehr ausreichten. Auch die Unterhaltung der Akkutriebwagen wurde 1932 zum RAW Limburg abgegeben. Der Personalstand erreichte daher in dieser Zeit einen Tiefststand von ca. 1.300 Personen. Um der geringen Auslastung zu begegnen, wurde neben der weiterhin gut ausgelasteten Wagenwerkstatt ein Vorrichtungsbau etabliert, dessen Aufgabe es war, Hilfsgeräte für andere RAWs zu entwickeln und zu bauen. 1934 wurde schließlich die Triebwagen-, Kleinlokomotiven-, Motoren- und Kraftwagen-Erhaltung vom RAW Jülich übernommen, wodurch die Auslastung in den folgenden Jahren wieder deutlich stieg; so war Opladen unter anderem für die Unterhaltung sämtlicher Kleinlokomotiven der Direktionen Essen, Köln, Trier und Wuppertal (ehemals Elberfeld) zuständig.
Während des Zweiten Weltkriegs wurden in Opladen unter anderem Großkraftfahrzeuge und Motoren für die Wehrmacht gewartet. Wie bereits im Ersten Weltkrieg kam es durch Einberufungen zur Wehrmacht und Versetzungen von Eisenbahnern in frontnahe Gebiete zu einer Personalknappheit, der wiederum durch den Einsatz von Frauen, Kriegsgefangenen und diesmal auch Zwangsarbeitern begegnet wurde. Durch schwere Luftangriffe, insbesondere zwischen dem 28. Dezember 1944 und 6. März 1945, wurden viele Mitarbeiter getötet, darunter auch zahlreiche Zwangsarbeiter, und das RAW schwer beschädigt. Am 15. April 1945 wurde das Werk nach der Übergabe der Stadt Opladen an die Alliierten schließlich amerikanischer Kontrolle unterstellt.

### Bundesbahn-Ausbesserungswerk

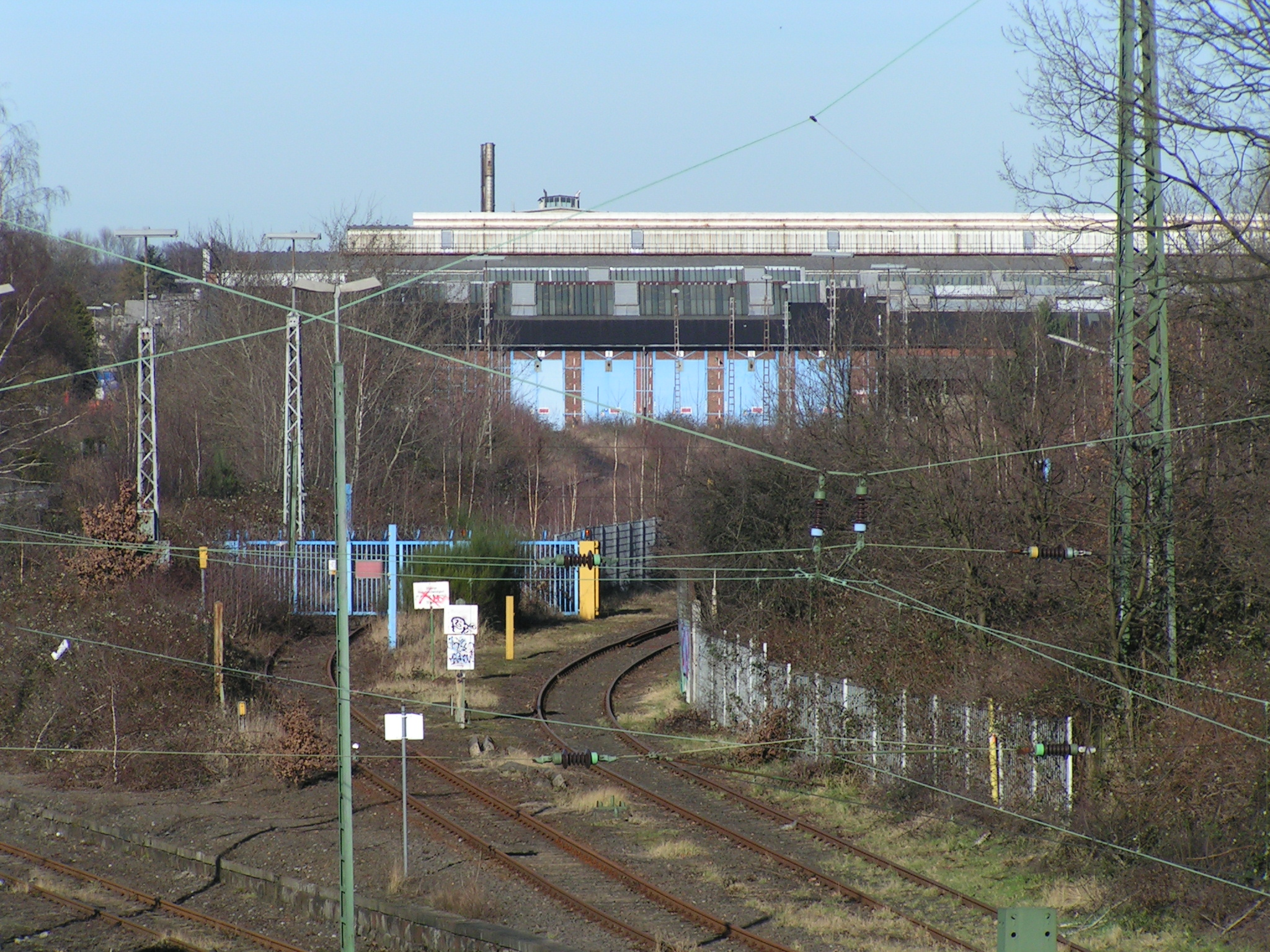
Gleiszufahrten des AWs und des Gleisbauhofs. Im Hintergrund die Hallen des AWs.

Nach dem Zweiten Weltkrieg und dem Beginn des Wiederaufbaus lief der Betrieb unter der Bezeichnung Bundesbahn-Ausbesserungswerk Opladen zunächst mit einem im Wesentlichen unveränderten Aufgabenbereich weiter. In den 1950er-Jahren kamen mehrere Diesellok-Baureihen wie V 20 und V 36 zum Unterhaltungsbestand hinzu. Zu den betreuten Kraftfahrzeugen gehörten u. a. Omnibusse und Gelenkbusse sowie Straßenroller inklusive Kaelble-Zugmaschinen.
Im Rahmen einer 1955 beschlossenen grundlegenden Umstrukturierung der Ausbesserungswerke startete in Opladen 1957 die Unterhaltung von Elektrotriebwagen und 1959 die von Elektrolokomotiven (E-Loks). Die Wartung und Reparatur elektrischer Neubau-Triebfahrzeuge sollte in den folgenden Jahren zum ausschließlichen Aufgabengebiet des AW werden. Dafür wurde das Werk bis 1963 umgebaut. Neben dem AW München-Freimann, welches bis dahin für den Unterhalt aller in Deutschland vorhandenen Elektrolokomotiven und Elektro-Triebwagen war, wurde Opladen das zweite E-Lok-AW der Deutschen Bundesbahn und für die steigende Stationierung der Neubau-Loks im norddeutschen Raum zuständig. Im AW Freimann wurden weiterhin sämtliche Altbau-Elektrofahrzeuge der Deutschen Bundesbahn und Neubau-Fahrzeuge abgenommen bzw. unterhalten. Das AW Freimann wurde 1995 geschlossen.
Mit der wachsenden Elektrifizierung der Bahnstrecken im norddeutschen Raum stieg auch die Zahl der in Opladen betreuten E-Loks kontinuierlich an. Als 1960 die Unterhaltung von Güterwagen und 1961 die Erhaltung von Reisezugwagen aufgegeben wurde, wurden in Opladen bereits Einrichtungen für die Unterhaltung von ca. 1.500 E-Loks geplant; um 1980 wurden dann ca. 3.000 E-Loks betreut. Highlights der späteren Jahre des AW waren die Abnahme der ersten ICE-1-Züge zwischen 1989 und 1993 sowie die Wartung der in den 80er-Jahren neu eingeführten Drehstrom-E-Loks der Baureihe 120.

### Fahrzeugunterhaltung
Unterhaltungsaufgaben des AW Opladen:
| Dampflokomotiven und Tender                                                               | 1903–1930 |
| Personen-, Gepäck- und Bahnpostwagen                                                      | 1907–1961 |
| Lastkraftwagen und Lkw-Anhänger                                                           | 1934–1961 |
| Verbrennungstriebwagen, Steuer- und Beiwagen (VT, VS, VB) sowie Kranwagen-Nebenfahrzeuge  | 1934–1971 |
| Kleinlokomotiven (Kö, Köf)                                                                | 1935–1962 |
| Straßenroller                                                                             | 1948–1962 |
| Omnibusse und Omnibusanhänger                                                             | 1950–1961 |
| Diesellokomotiven                                                                         | 1950–1969 |
| Schienenschleifzüge                                                                       | 1954–1963 |
| Gleismeßdraisinen                                                                         | 1956–1962 |
| Zugmaschinen                                                                              | 1957–1962 |
| Großbehälterzustellfahrzeuge und Bahndienstwagen                                          | 1957–1961 |
| Radsatztransportwagen                                                                     | 1957–1958 |
| Elektrotriebwagen ET 30 und Beiwagen EM 30                                                | 1957–1965 |
| Autotransportwagen                                                                        | 1958–1960 |
| Güterzuggepäckwagen                                                                       | 1959–1960 |
| Tiefladewagen der Gattungen SSt und SSis                                                  | 1960–1962 |
| Umbau gedeckter Güterwagen (Gattungen Gmmhs 60, Gmms 40 und Gs216)                        | 1961–1967 |
| Elektrolokomotiven der Baureihen 103, 110, 112, 139, 140, 141, 150, 151, 181, 182 und 184 | ab 1959   |

### Niedergang und Schließung

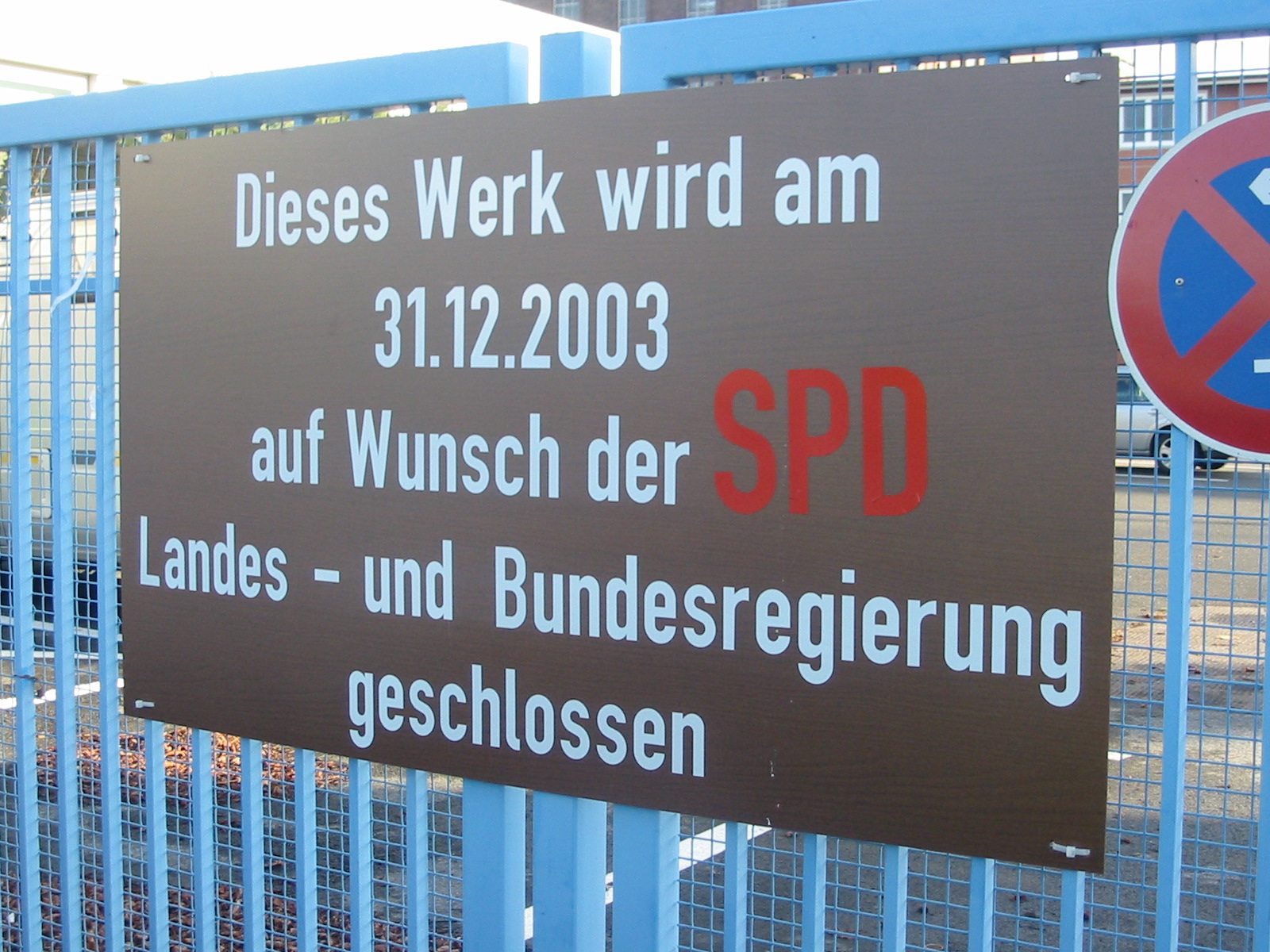
Hinweisschild auf die Schließung

Aufgrund der Bahnreform und der Auflösung des Geschäftsbereichs Werke der Deutsche Bahn AG Anfang 1998 wurde das AW der DB Cargo zugeteilt. Damit war Opladen nur noch für Güterzug-E-Loks zuständig und stand zusätzlich nach der deutschen Wiedervereinigung in zunehmendem Wettbewerb mit Werken in den neuen Bundesländern.
Nachdem die Schließung des AW am 26. Juni 2001 durch den Vorstand der Deutschen Bahn bekanntgegeben worden war, kam es zu langanhaltenden Protesten der Belegschaft, bis hin zum Hungerstreik. Ende 2001 schrieb das Unternehmen das Werk europaweit zum Verkauf aus. Das Unternehmen Bombardier bekundete Interesse, zog sein Angebot letztlich aber wieder zurück. Laut einem Medienbericht waren Mitte Oktober 2003 nur noch wenige Mitarbeiter vor Ort. Einige noch laufende Projekte seien abgebrochen worden.
Das Werk wurde am 31. Dezember 2003 endgültig geschlossen.

### Zukunft des Geländes
Zusammen mit einem Großteil der ebenfalls brachliegenden ehemaligen Gleisfläche am Bahnhof Opladen entsteht auf dem ehemaligen Gelände des Ausbesserungswerks unter dem Namen „neue bahn stadt:opladen“ seit 2010 ein neues Stadtquartier, auf dem auch der Campus der „Fakultät für Angewandte Naturwissenschaften“ der Technischen Hochschule Köln untergebracht wird. Teile des Geländes bzw. der Gebäude sollen als Kletterhalle, Handwerkerhof und Kulturausbesserungswerk verwendet werden. Aufgrund der begrenzten finanziellen Möglichkeiten der öffentlichen Hand wurde in der lokalen Presse mit einem Zeitrahmen von 20 Jahren für das Projekt gerechnet. Ende 2015 sind bereits weite Teile des Geländes auf der östlichen Seite fertiggestellt.

## Sonstiges

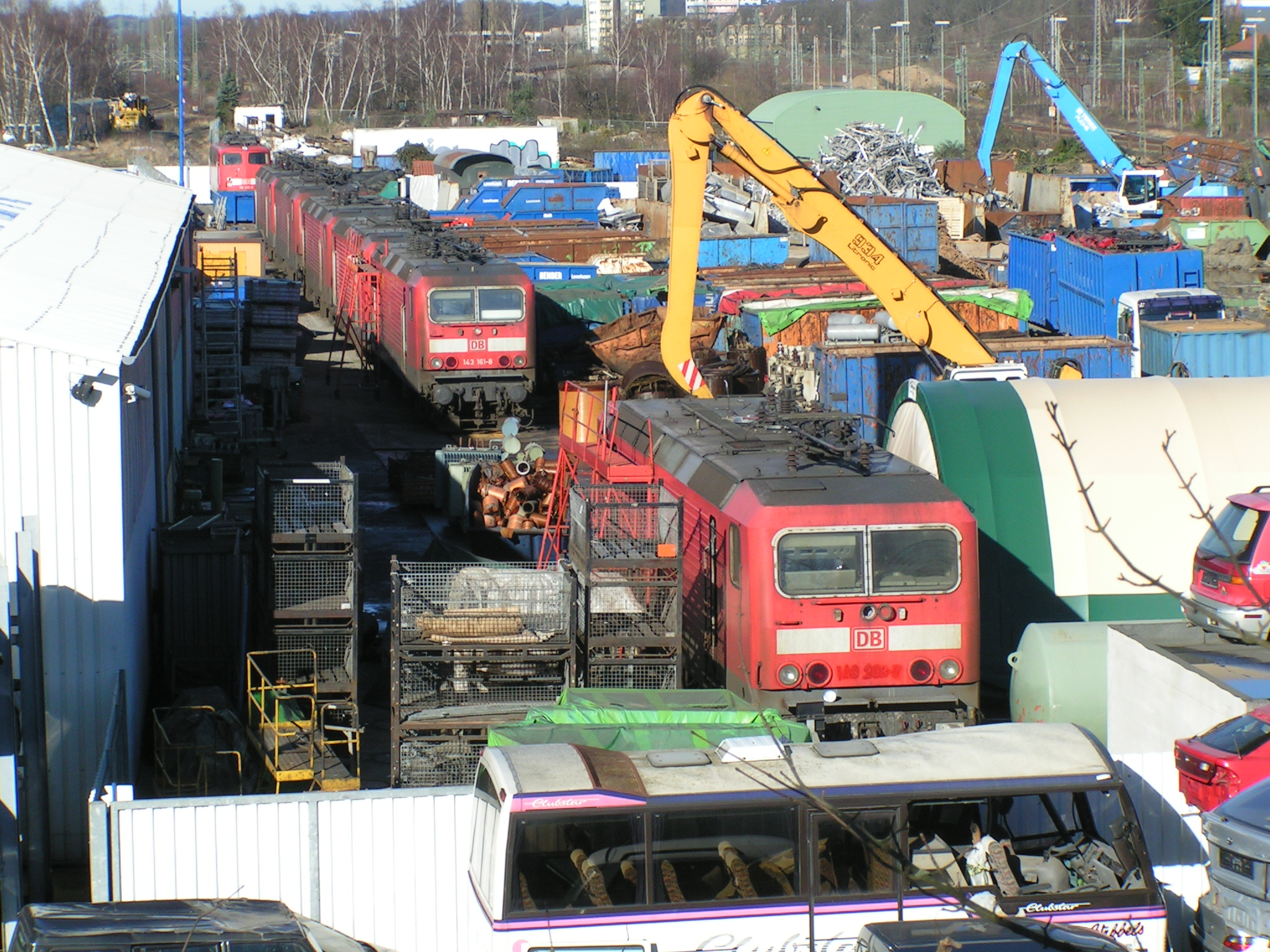
Lokverschrottung in der Nähe des ehemaligen AWs

### Gleisbauhof
Unmittelbar neben dem AW Opladen befand sich auch der Gleisbauhof Opladen. Im Gegensatz zum eigentlichen AW war der entsprechende Schriftzug auch für Reisende auf der Strecke Köln–Wuppertal gut sichtbar. Koordinaten: 51° 3′ 31,8″ N, 7° 0′ 49,6″ O

### Verwertungsunternehmen
In der Nähe des ehemaligen AW-Geländes befindet sich seit Jahrzehnten eine Schrotthandlung, heute Bender Recycling GmbH, die außer Betrieb gestellte Lokomotiven und Triebzüge verschrottet.